# Shengeh Dul
Shengeh Dul (persisk: شنگه دول) er en landsby i Mamulan Rural District, Mamulan District, Pol-e Dokhtar County, Lorestan Province, Iran. Ved folketællingen i 2006 blev landsbyen bemærket, men indbyggertallet blev ikke rapporteret.